# بيت فائق (السدة)
بيت الفائق هي إحدى قرى عزلة جبل عصام بمديرية السدة التابعة لمحافظة إب، بلغ تعداد سكانها 585 نسمة حسب أصل سكانها من بستان السلطان في محافظة صنعاء وانتقلوا إلى محافظة إب بسبب حروب الإمامة وعاشوا فيها وأصلهم يرجع لقبيلة حاشد من قبائل همدان تعداد اليمن لعام 2004.